# То, что жизнь у меня украла
«То, что жизнь у меня украла» (исп. Lo que la vida me robó) — мексиканский 196-серийный телесериал 2013 года, производства «Televisa».

## Синопсис
В главных ролях Анжелика Бойер, Даниэла Кастро, Себастьян Рульи и Луис Роберто Гусман. Это была ремейком теленовеллы 1983 года «Свадьбы ненависти» и выходившая в эфир с 28 октября 2013 по 27 июля 2014 года на «Canal de las Estrellas».

## В ролях

### Основной
- Анжелика Бойер[исп.] — Монсеррат Мендоса Гиасинти
- Даниэла Кастро — Грасиела Гиасинти де Мендоса
- Себастьян Рульи — Алехандро Альмонте Домингес
- Луис Роберто Гусман[исп.] — Хосе Луис Альварес / Антонио Оливарес
- Серхио Сендель — Педро Медина

### Вторичный
- Греттель Вальдес — Мария Самудио
- Рохелио Герра — Лауро Мендоса Сан Роман
- Ана Берта Эспин — Росарио Домингес
- Габриела Риверо — Карлота Мендоса де Басурто
- Лиссет — Фабиола Гильен Альмонте
- Карлос де ла Мота — Рефухио Соларес
- Алехандро Авила — Виктор Эрнандес
- Алехандра Гарсия — Надя Арогваес де Эрнандес
- Освальдо Бенавидес — Димитрио Мендоса Гиасинти
- Фердинандо Валенсиа — Адольфо Арогваес
- Вероника Хаспеадо — Хосефина Вальверде де Мендоса
- Маргарита Маганья — Эсмеральда Рамос де Соларес
- Альберто Эстрелья — Хувентино Самудио
- Алексис Айала — Эсекиель Басурто
- Алехандра Прокуна — Доминга Гарсиа де Перальта
- Хуан Карлос Баррето — Макарио Перальта Кабрера
- Исабелья Камиль — Амелия Бертран де Арчега
- Илитня Мансанилья — Анхелика Арчега де Альварес
- Эрик дель Кастильо — Ансельмо Киньонес
- Луис Урибе — Игнасио Робледо
- Франсиско Гатторно — Сандро Нарваэс
- Джессика Мас — Моника Рентериа
- Наталия Хуарес — Вирхиния Арчега Бертран
- Луис Хавьер — Хоакин Арчега
- Ана Паула Мартинес — Виктория Эрнандес Арогваес
- Оскар Даниэль Дуарте — Лаурито Альмонте Мендоса
- Марко Уриель — Эфраин Лорето
- Хуан Романка — Гаспар Самудио
- Иван Караса — Томас Вальверде
- Луис Гатика — Бруно Гамбоа
- Роберто Марин — Антонио Оливарес
- Лисетта Ромо — Виолета
- Освальдо де Леон — Себастьян де Икаса
- Альфредо Адаме — Бенхамин Альмонте
- Игнасио Касано - Бенхамин Альмонте (в юности)

## Награды и номинации
| Год  | Награда                                 | Категория                               | Получатель                                         | Результат |
| ---- | --------------------------------------- | --------------------------------------- | -------------------------------------------------- | --------- |
| 2014 | Premios Juventud                        | Он горячий!                             | Себастьян Рульи                                    | Номинация |
| 2014 | Premios Juventud                        | Девушка, что оставляет меня без сна     | Анхелика Бойер                                     | Победа    |
| 2014 | Premios Juventud                        | Лучший телесериал песня                 | El perdedor                                        | Победа    |
| 2015 | TVyNovelas Awards                       | Лучший теленовелла года                 | То, что жизнь у меня украла                        | Номинация |
| 2015 | TVyNovelas Awards                       | Лучший ведущей актрисой                 | Анхелика Бойер                                     | Номинация |
| 2015 | TVyNovelas Awards                       | Лучший исполнитель главной роли         | Себастьян Рульи                                    | Победа    |
| 2015 | TVyNovelas Awards                       | Best Female Antagonist                  | Даниэла Кастро                                     | Победа    |
| 2015 | TVyNovelas Awards                       | Лучшая женская антагонист               | Алексис Айала                                      | Номинация |
| 2015 | TVyNovelas Awards                       | Лучшая женская антагонист               | Серхио Сендель                                     | Номинация |
| 2015 | TVyNovelas Awards                       | Лучший первой актрисой                  | Ана Берта Эспин                                    | Номинация |
| 2015 | TVyNovelas Awards                       | Лучший ролей актер                      | Луис Роберто Гусман                                | Победа    |
| 2015 | TVyNovelas Awards                       | Лучшая актриса второго плана            | Маргарита Маганья                                  | Номинация |
| 2015 | TVyNovelas Awards                       | Лучший актер второго плана              | Освальдо Бенавидес                                 | Победа    |
| 2015 | TVyNovelas Awards                       | Лучший музыкальный песня                | El perdedor                                        | Номинация |
| 2015 | TVyNovelas Awards                       | Лучший оригинальный сюжет или адаптация | Хуан Карлос Алькала, Роса Саласар и Фермин Суньига | Победа    |
| 2015 | Favoritos del Público TVyNovelas Awards | Любимое пара                            | Анжелика Бойер и Себастьян Рульи                   | Номинация |
| 2015 | Favoritos del Público TVyNovelas Awards | Любимое удар                            | Даниэла Кастро and Анжелика Бойер                  | Номинация |
| 2015 | Favoritos del Público TVyNovelas Awards | Лучший поцелуй                          | Себастьян Рульи и Анжелика Бойер                   | Номинация |
| 2015 | Favoritos del Público TVyNovelas Awards | Лучший поцелуй                          | Луис Роберто Гусман и Анжелика Бойер               | Номинация |
| 2015 | Favoritos del Público TVyNovelas Awards | Наиболее красивый                       | Себастьян Рульи                                    | Номинация |
| 2015 | Favoritos del Público TVyNovelas Awards | Самая красивая                          | Анхелика Бойер                                     | Номинация |
| 2015 | Favoritos del Público TVyNovelas Awards | Любимые злодеи                          | Даниэла Кастро                                     | Номинация |
| 2015 | Favoritos del Público TVyNovelas Awards | Любимые злодеи                          | Серхио Сендель                                     | Номинация |
| 2015 | Favoritos del Público TVyNovelas Awards | Любимые злодеи                          | Алексис Айала                                      | Номинация |
| 2015 | Favoritos del Público TVyNovelas Awards | Любимое финал                           | То, что жизнь у меня украла                        | Номинация |